# Cypr na zimowych igrzyskach olimpijskich
Reprezentanci Cypru występują na zimowych igrzyskach olimpijskich nieprzerwanie od 1980 roku, zadebiutowali wtedy podczas igrzysk w Lake Placid. 
Najliczniejsza reprezentacja Cypru na zimowych igrzyskach wystąpiła w 1984 roku (5 osób), a najmniejsza - w 1994, 1998, 2002 i 2006 roku (1 zawodnik). 
Organizacją udziału reprezentacji Cypru na igrzyskach zajmuje się Cypryjski Komitet Olimpijski (ang. Cyprus Olympic Committee).

## Tabela medalowa
| Igrzyska            | Złoto | Srebro | Brąz | Razem |
| ------------------- | ----- | ------ | ---- | ----- |
| Lake Placid 1980    | 0     | 0      | 0    | 0     |
| Sarajewo 1984       | 0     | 0      | 0    | 0     |
| Calgary 1988        | 0     | 0      | 0    | 0     |
| Albertville 1992    | 0     | 0      | 0    | 0     |
| Lillehammer 1994    | 0     | 0      | 0    | 0     |
| Nagano 1998         | 0     | 0      | 0    | 0     |
| Salt Lake City 2002 | 0     | 0      | 0    | 0     |
| Turyn 2006          | 0     | 0      | 0    | 0     |
| Vancouver 2010      | 0     | 0      | 0    | 0     |
| Razem               | 0     | 0      | 0    | 0     |